# Wahlbezirk Böhmen 102
Der Wahlbezirk Böhmen 102 war ein Wahlkreis für die Wahlen zum Abgeordnetenhaus im österreichischen Kronland Böhmen. Der Wahlbezirk wurde 1907 mit der Einführung der Reichsratswahlordnung geschaffen und bestand bis zum Zusammenbruch der Habsburgermonarchie.

## Geschichte
Nachdem der Reichsrat im Herbst 1906 das allgemeine, gleiche, geheime und direkte Männerwahlrecht beschlossen hatte, wurde mit 26. Jänner 1907 die große Wahlrechtsreform durch Sanktionierung von Kaiser Franz Joseph I. gültig. Mit der neuen Reichsratswahlordnung schuf man insgesamt 516 Wahlbezirke mit je einem zu wählenden Abgeordneten, die durch Direktwahl mit allfälliger Stichwahl bestimmt wurden. Der Wahlkreis Böhmen 102 umfasste den Gerichtsbezirk Kratzau sowie die Gemeinden Liebenau (Gerichtsbezirk Reichenberg) und Böhmisch Aicha (Gerichtsbezirk Böhmisch Aicha). Aus der Reichsratswahl 1907 ging bereits im ersten Wahlgang der Sozialdemokrat Ferdinand Hanusch als Sieger hervor. Bei der Reichsratswahl 1911 konnte sich Hanusch ebenfalls im ersten Wahlgang durchsetzen.

## Wahlergebnisse

### Reichsratswahl 1907
Die Reichsratswahl 1907 wurde am 14. Mai 1907 (erster Wahlgang) durchgeführt. Die Stichwahl entfiel auf Grund der absoluten Mehrheit von Ferdinand Hanusch im ersten Wahlgang.
| Kandidat                                                                      | Partei                     | Wahlkreis- stimmen | Prozent |
| ----------------------------------------------------------------------------- | -------------------------- | ------------------ | ------- |
| Ferdinand Hanusch                                                             | Sozialdemokratische Partei | 4046               | 58,5 %  |
| Robert Porsche                                                                | Deutsche Volkspartei       | 2632               | 38,1 %  |
| Franz Spalovsky                                                               | Christlichsoziale Partei   | 211                | 3,1 %   |
|                                                                               | Sonstige Parteien          | 26                 | 0,4 %   |
| Wahlberechtigte: 11.934, Ungültige/Leere Stimmen: 74, Wahlbeteiligung: 90,9 % |                            |                    |         |

### Reichsratswahl 1911
Die Reichsratswahl 1911 wurde am 13. Juni 1911 durchgeführt. Die Stichwahl entfiel auf Grund der absoluten Mehrheit von Ferdinand Hanusch im ersten Wahlgang.
| Kandidat                                                                     | Partei                     | Wahlkreis- stimmen | Prozent |
| ---------------------------------------------------------------------------- | -------------------------- | ------------------ | ------- |
| Ferdinand Hanusch                                                            | Sozialdemokratische Partei | 3936               | 54,9 %  |
| Adam Beyerl                                                                  | Deutsche Arbeiterpartei    | 2971               | 41,4 %  |
| Federmeyer                                                                   | Christlichsoziale Partei   | 255                | 3,6 %   |
|                                                                              | Sonstige Parteien          | 9                  | 0,1 %   |
| Wahlberechtigte: 8.019, Ungültige/Leere Stimmen: 84, Wahlbeteiligung: 90,4 % |                            |                    |         |